# The Super
The Super ist ein US-amerikanischer Horrorfilm von Stephan Rick aus dem Jahr 2017.

## Handlung
Der verwitwete Phil bekommt eine Stelle als Hausmeister eines großen Wohnhauses, in dem vor kurzem eine Lehrerin ermordet wurde. Er zieht mit seinen beiden Töchtern Violet und Rose vorübergehend in eine Abstellkammer des Komplexes. Er freundet sich mit seinem Kollegen Julio und der Mieterin Beverly an. Den unheimlichen Walter jedoch versucht er von seinen Töchtern fernzuhalten.
Nach seiner Ankunft häufen sich die Morde. So wird eine Rentnerin ermordet und ein Nachbarsjunge verschwindet. Es gibt keine Spuren, so dass niemand von Mord ausgeht. Walter scheint ein besorgniserregendes Interesse an Rose zu haben. So braut er einen ukrainischen Voodoo-Trank und schüttet ihn in Rose’ Bett, während Phil und seine Töchter eine Feier bei Julio besuchen. Als sich Rose hinlegt, wird ihr übel. Phil verdächtigt Walter und fälscht Beweise, um ihn loszuwerden. Er versteckt den Gehstockknauf der vermissten Rentnerin in Walters Unterkunft und ruft die Polizei. Diese verhaftet Walter, lässt ihn jedoch am nächsten Tag wieder frei, weil ihn sonst nichts mit dem Verschwinden verbindet.
Als Violet und Rose unbeaufsichtigt sind, lockt Walter Rose in den Keller, um ein Ritual an ihr durchzuführen. Phil trifft rechtzeitig ein, erschlägt Walter und rettet Rose. Als er sich um Walters Leiche kümmern will, ist diese verschwunden. Auch Julio ist auf der Suche nach Rose und findet in Phils Unterkunft Dinge, die den Vermissten gehören. Als er Phil zur Rede stellt, schneidet dieser Julio die Kehle auf. Phil entsorgt die Leiche im Heizkessel, wird dabei aber vom Manager Johnson ertappt. So tötet er auch Johnson.
In der Zwischenzeit besucht Violet Beverly. Sie erzählt ihr, dass sie und Rose Zwillingsschwestern waren. Rose war jedoch immer bösartig gewesen. Eines Tages legte sie im Haus ein Feuer, bei dem ihre Mutter ums Leben kam. Daraufhin brach Phil ihr das Genick und warf sie in den Fluss. Seitdem sucht ihr Geist Phil heim. Sie zwingt Phil, Menschen zu töten. Die Opfer sehen sie kurz vor ihrem Tod. Aus irgendeinem Grund kann Walter sie auch sehen.
Rose spürt, dass Violet sie verraten hat und schickt Phil los, um Beverly zu töten. Diese flieht mit Violet in den Heizungskeller. Walter ist noch am Leben und schlägt Phil nieder. Er vollführt das Ritual und nagelt Rose in einem Pentagramm fest. Als Beverly Rose leiden sieht, attackiert sie Walter. Phil erschlägt Walter und rettet Rose erneut. Rose möchte Beverly nicht mehr töten, sondern dass sie stattdessen ihre Mutter wird. Gemeinsam spazieren die vier aus dem Wohnhaus.
In der Post-Credit-Szene ist die Stelle, an der Walters Leiche lag, wieder leer.

## Produktion
Das Drehbuch basiert auf einer Idee von Dick Wolf und Saban Films erwarb die Filmrechte.

## Rezeption
Der Film erhielt gemischte Kritiken mit 40 % bei Rotten Tomatoes. Die Darstellung von Val Kilmer wurde jedoch gelobt.
So schrieb Noel Murray für die Los Angeles Times der Film sei gut gemacht, aber typisch und nur bemerkenswert für Val Kilmers Rolle.